# Sedliště ve Slezsku
Sedliště (deutsch Sedlischt) ist eine Gemeinde in Tschechien. Sie liegt vier Kilometer nördlich von Frýdek-Místek und gehört zum Okres Frýdek-Místek.

## Geographie
Das Straßendorf Sedliště befindet sich am Oberlauf des Baches Ostravická Datyňka im Beskidenvorland.
Nachbarorte sind Mlzáky, Kouty, Bruzovičky und Kaňovice im Norden, Závrší, Špluchov und Velicesta im Nordosten, Bruzovice im Osten, Pazderna und Dobrá im Südosten, Panské Nové Dvory, Nové Dvory und Frýdek-Místek im Süden, Nová Osada und Lískovec im Südwesten, Žabeň, Paskov und Vinohrady im Westen sowie Řepiště und Rakovec im Nordwesten.

## Geschichte
Das Dorf wurde wahrscheinlich der zweiten Hälfte des 13. Jahrhunderts im Zuge der Kolonisation des Teschener Landes angelegt. Die erste schriftliche Erwähnung erfolgte 1305 in einem Zehntverzeichnis des Bistums Breslau. Zu dieser Zeit heute das Dorf bereits eine Kirche. 1447 entstand eine neue hölzerne Kirche, die 1638 durch die heutige ersetzt wurde. Bis 1573 gehörte Sedlischt zum Herzogtum Teschen und wurde dann Teil der davon abgetrennten Herrschaft Friedeck. Im Friedecker Urbar von 1636 sind für das Dorf sieben Teiche und eine Mühle verzeichnet.
Zu dieser Zeit ließ Johann d. Ä. von Würben und Freudenthal in Sedlischt einen hölzernen herrschaftlichen Hof anlegen. Die Kirche von Sedlischt war eine Filialkirche von Bruzovice.
Nach der Aufhebung der Patrimonialherrschaften entstand ab 1850 die politische Gemeinde Sedlischt im Bezirk Teschen. 1908 wurde die Gemeinde in den Bezirk Friedeck eingeordnet und kam nach dem Zweiten Weltkrieg zum Okres Místek. Seit 1961 gehört Sedliště zum Okres Frýdek-Místek.

## Gemeindegliederung
Für die Gemeinde Sedliště sind keine Ortsteile ausgewiesen. Zu Sedliště gehören die Ansiedlungen Černá Zem, Kouty und Mlzáky.

## Sehenswürdigkeiten

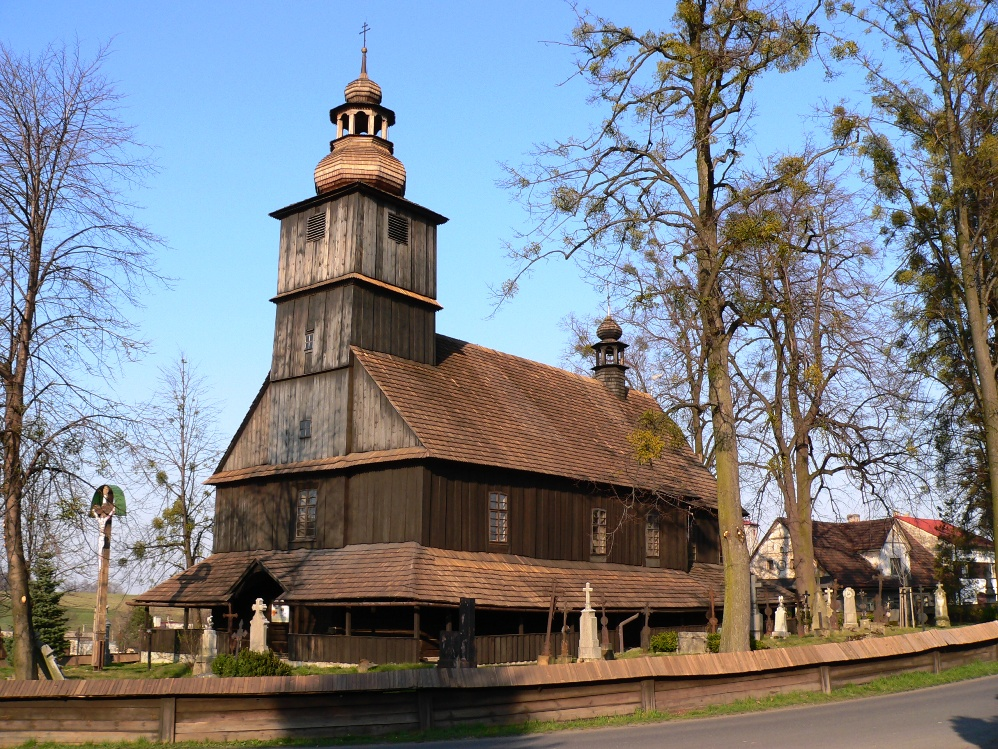
Kirche Aller Heiligen

- Schrotholzkirche Aller Heiligen erbaut 1638 anstelle eine Vorgängerbaus aus dem Jahre 1447. Die Kirche wird von einem Friedhof mit einer Vielzahl alter gusseiserner Kreuze umgeben. Um den Friedhof ist eine hölzerne Zwingereinfriedung mit Sattelbedachung angelegt.
- Museum „Lašská jizba“ (Lachische Heimatstube)